# Musée Ernest-Amas
Le musée Ernest-Amas est situé à Landrecies.

## Historique
Le musée Amas de Landrecies, installé à l'hôtel de ville a été inauguré en 2003 en l'honneur de ce peintre né à Landrecies. Un grand nombre de ses toiles sont rassemblées et exposées.

## Collections
- Œuvres du peintre Ernest Amas[2]